# Хадн дадн
«Хадн дадн» — российская московская группа, основанная в 2016 году. Музыка коллектива представляет собой сочетание фольклорных мотивов и синти-попа.

## История
Музыкальный коллектив был создан в 2016 году. Название группе дала Варвара Краминова, которая в детские годы словосочетанием «хадн дадн» называла всё подряд. Собственный жанр участники коллектива определяют как «ляоакын». Слово «ляоакын», придуманное продюсером группы Антоном Моисеенко, состоит из двух частей: «ляо» — этнические мотивы и залихватство, «акын» — познание мира посредством личного переживания.
В конце 2018 года Собака.ru опубликовала статью «13 альбомов 2018 года по версии авторов Telegram-каналов», в которой Артём Макарский назвал «Тайный альбом» альбомом 2018 года № 2.
В марте 2020 года «Хадн дадн» выступила на шоу «Вечерний Ургант» на «Первом канале».

## Состав
- Варвара Краминова — Основательница группы, вокалистка, клавишник
- Никита Чернат — Гитарист, барабанщик, вокалист
- Сергей Какуркин — Бас-гитарист, вокалист
- Леонид Минин  — Гитарист

## Бывшие участники
Антон Моисеенко — Продюсер группы
Анатолий Яцков — Бас-гитарист
Никита Оборотов — Бас-гитарист
Роман Комлев —Участник группы
Дмитрий Доринов —Участник группы

## Дискография

### Альбомы
- 2017 — Постепенный альбом
- 2018 — Тайный альбом
- 2018 — Подружки
- 2019 — Ляоакын[5][6]
- 2020 — Ностальгия
- 2022 — Переобуваюсь (EP)
- 2022 — Португальский альбом
- 2023 — Щепки[7]
- 2024 — Поцелуйчик солнышка

### Синглы
Любовь — песня, выпущенная группой 8 декабря 2017 года.
Мы сегодня дома — песня, сочинённая в начале января 2018 года («Тайный альбом»).
Кампари — песня, выпущенная группой 24 апреля 2021 года ( в соавторстве с группой «Сад имени Фёдора»)
3 4 5 — песня, выпущенная группой 18 марта 2022 года.
Цари — песня, выпущенная группой 9 декабря 2022 года. Позже вошла в альбом «Португальский альбом»
Рыбка — песня, выпущенная группой 16 февраля 2024 года. Позже вошла в альбом «Поцелуйчик солнышка»
Под тенью, под сиренью — песня, выпущенная группой 2 августа 2024 года
Снеговик — песня, выпущенная группой 21 ноября 2024 года ( в соавторстве с исполнителем «Конус Маха»)

## Награды
В 2018 году группа получила премию Jager Music Awards в номинации Young Blood.
В 2024 году группа со своим альбомом «Поцелуйчик солнышка» участвовала в премии «Сделано в России 2024» в номинации «Музыка».